# VGTRK
 (mai 2018).
Si vous disposez d'ouvrages ou d'articles de référence ou si vous connaissez des sites web de qualité traitant du thème abordé ici, merci de compléter l'article en donnant les références utiles à sa vérifiabilité et en les liant à la section « Notes et références ».
VGTRK (en russe : Всероссийская государственная телевизионная и радиовещательная компания, abrégé en ВГТРК, signifiant Compagnie d'État pan-russe de télévision et de radiodiffusion) est un groupe russe de médias fondé le 14 juillet 1990.
De 1993 à 2022, cette compagnie de radio et de télévision est membre de l'Union européenne de radio-télévision et depuis 2010 elle propose des émissions dans les 53 langues différentes de la Russie.

## Activités

### Télévision
Chaînes nationales
- Rossiya 1 (Россия 1) - Chaîne généraliste.
- Rossiya 24 (Россия 24) - Chaîne d'information en continu.
- Rossiya K (Россия К) - Chaîne proposant des programmes culturels.
- RTR Planeta (РТР-Планета) - Chaîne généraliste à vocation internationale, elle reprend une grande partie des programmes de Rossiya 1.
- Karusel (Карусель) - Chaîne proposant des programmes pour enfants.
- Euronews en russe - Version russe de la chaîne d'information paneuropéenne.

Chaînes disparues
- Rossiya 2 (Россия 2) - Chaîne généraliste.
- Bibigon (Бибигон) - Chaîne proposant des programmes pour enfants.

### Radio
- Radio Rossii (Радио России) - Station généraliste proposant informations et divertissements.
- Radio Mayak (Радио Маяк) - Station généraliste.
- Radio Yunost (Радио Юность) - Station destinée aux jeunes.
- Vesti FM (Вести ФМ) - Station proposant des informations en continu.
- Radio Kultura (Радио Культура) - Station culturelle.

## Présidents du groupe
- Oleg Poptsov (1990—1996)
- Édouard Sagalaev (1996—1997)
- Nikolaï Svanidze (1997—1998)
- Mikhaïl Chvydkoï (1998—2000)
- Oleg Dobrodeïev (depuis 2000)

## Filiales
- ГТРК Сочи (GTRK Sotchi)
- ГТРК Тверь (GTRK Tver)
- ГТРК Владивосток (GTRK Vladivostok)
- ГТРК Орел (GTRK Orel)
- ГТРК Смоленск (GTRK Smolensk)
- ГТРК Вайнах (GTRK Vainakh [Grozny])

et encore 84 filiales régionales